# Музей де Янга
Музей де Янга (англ. De Young Museum, також називається De Young Memorial Museum і M.H. De Young Memorial Museum) — художній музей у Сан-Франциско, Каліфорнія, США, у парку Золоті ворота, що входить до музейного комплексу Музей образотворчих мистецтв Сан-Франциско. Названий на честь його засновника — Майкла де Янга.
Колекція музею включає твори XVII—XXI століть — зарубіжне сучасне мистецтво, текстиль, костюми, експонати з Північної та Південної Америки, Тихоокеанського регіону і Африки.

## Історія
Музей було відкрито 24 березня 1895 року як продовження виставки California Midwinter International Exposition, що проходила у Сан-Франциско. Будинок було серйозно пошкоджено під час землетрусу 1906 року і музей закривався на півтора року на ремонт. Музей постійно розвивався, йому знадобилися нові площі, щоб задовольнити зростаюче число відвідувачів. Майкл де Янг вчасно помітив цю тенденцію і спланував нову будівлю, яка за його припущенням, мала проіснувати до XX століття. Louis Christian Mullgardt, координатор по архітектурі Панамо-тихоокеанської міжнародної виставки 1915 року, надав будівлі стиль платереско.
Нову структуру музею було завершено в 1919 році і передано де Янгом міському парку. У 1921 році де Янг додав деякі елементи в архітектуру музею, який існував у такому вигляді до 2001 року. За величезні зусилля з організації музею він став називатися Меморіальним музеєм Майкла де Янга. У 1920-х і 1940-х роках будинок зазнавав деякі зміни, пов'язані у тому числі з солоним повітря з боку Тихого океану.
Будівля музею була серйозно пошкоджена в результаті землетрусу Лома-Прієта 1989 року і була замінена у 2005 році новою будівлею. Єдиними оригінальними елементами старої будівлі де Янга, що залишилися, є вазони і сфінкси поруч із басейном. Пальми перед будинком також збереглися в колишньому виді.
Починаючи з 2014 року директором музею є Колін Бейлі (англ. Colin Bailey).

## Ресурси Інтернету
- Вікісховище має мультимедійні дані за темою: Музей де Янга
- Музей де Янга [Архівовано 20 квітня 2017 у Wayback Machine.]
- Художній музей М. Г. де Янга [Архівовано 4 квітня 2015 у Wayback Machine.]